# 衛藤征士郎
衛藤 征士郎（えとう せいしろう、1941年〈昭和16年〉4月29日 - ）は、日本の政治家。
衆議院副議長（第64代）、防衛庁長官（第57代）、衆議院議員（13期）、参議院議員（1期）、大分県玖珠町長（2期）を歴任した。

## 来歴
当時父・衛藤貫一は、警察官であり日本の統治下であった朝鮮半島南部全羅南道の康津に赴任しており、赴任先で衛藤家の三男として生まれる。1945年9月、終戦により日本へ引き揚げ、郷里である大分県玖珠郡玖珠町で育つ。
1948年、玖珠町立日出生小学校に入学するが、1950年に玖珠町立森小学校に転校。1957年、大分県立森高等学校に進学するが、5人の男子を育てる両親の苦労を目にし家計を助けるべく農業・炭焼きに従事し学費を捻出すべく同年9月から休学。1959年に高校に復学し、1962年に高校卒業。上京し、早稲田大学第二政治経済学部に入学する。1964年、学内の転部試験に合格し、第一政治経済学部に転部。1966年に卒業。早稲田大学大学院政治学研究科国際政治専修修士課程に進学し、現職の町長時代に政治学修士号を取得する。
1970年、大分県玖珠郡玖珠町に戻り、豊後森駅前のビルの一室に「衛藤征士郎政治経済研究所」を開設。翌1971年、玖珠町長選挙に立候補し、29歳で初当選。（当時、史上最年少町長）玖珠町長は、1977年まで2期務める。
1977年、第11回参議院議員通常選挙に、政治団体「国政に新風を送る会」公認で大分地方区から出馬し、日本社会党から2期目の当選を目指した工藤良平を24,571票差で破り36歳で参議院議員初当選(同期最年少）を果たす。
その後、自民党議員の村上勇（旧大分1区、当選12回）が政界引退を表明したため、1983年第37回衆議院議員総選挙に後継者として立候補し、衆議院旧大分1区（定数4）に転出。保守系無所属で出馬し、現職に競り勝ち衆議院議員に初当選（得票数4番目で）した。以後、衆院当選13回。1986年、第3次中曽根内閣で農林水産政務次官に任命される。

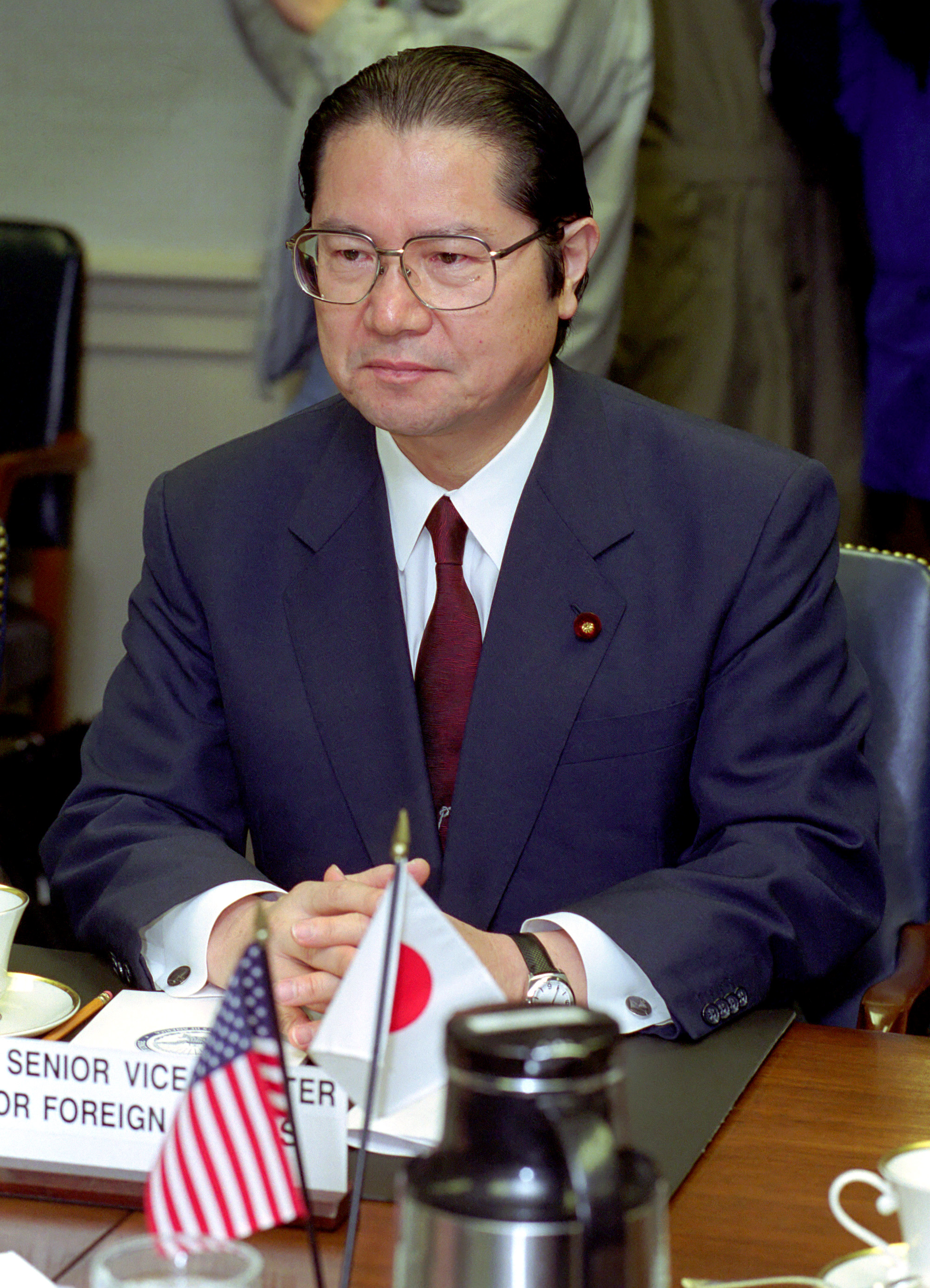
2001年2月26日、アメリカ合衆国国防総省本庁舎にて

1995年、村山改造内閣で防衛庁長官に任命され、初入閣した。1998年、大勇会（河野グループ）の旗揚げに参加。2000年、第2次森改造内閣で外務総括政務次官に閣僚経験者としては異例の任命をされ、中央省庁再編後は初代外務副大臣を務める。
2007年12月、朝鮮半島の平和と安定を図るべく「自由民主党朝鮮半島問題小委員会」を自由民主党政務調査会内に立ち上げ、委員長に就任した。2008年自由民主党総裁選挙では、同じ町村派に所属していた小池百合子の推薦人代表を務めた。
2009年の第45回衆議院議員総選挙では自民党公認、公明党推薦で出馬。大分2区で社会民主党の重野安正に4,966票の僅差で敗れるが、重複立候補していた比例九州ブロックで復活。同年9月16日より衆議院副議長に就任（これに伴い自民党会派を離脱）。
2012年11月16日、衆議院解散（近いうち解散）により副議長を退任。同年の第46回衆議院議員総選挙では、引退する重野に代わり出馬した社民党新人の吉川元を47,880票差で破り、大分2区で10選（吉川は比例復活）。2013年1月、自由民主党外交・経済連携本部長（党則第83条に基づく総裁直属機関） に起用された。2014年の第47回衆議院議員総選挙で11選。
2017年12月、自由民主党外交調査会長に就任。
2020年9月、自由民主党憲法改正推進本部長に就任。
2021年10月31日の第49回衆議院議員総選挙では、自民党の定める73歳定年制により第47回以降は、小選挙区単独での立候補となっているため厳しい戦いとなったが、社会民主党から立憲民主党に移籍した吉川に対し654票差で競り勝ち、13選（吉川も比例当選）。
2024年4月4日、政治資金パーティー収入の裏金問題で1070万円の不記載があったことにより党役職停止6か月の処分を受けた。これに伴う政治倫理審査会の出席については「求められれば、政倫審に全員出席することがいいんじゃないですか、そりゃ当然」と2月に述べたが、実際には出席せず、「私はけじめは終わっているんじゃないかと思っていますけどね」と5月に発言した。
2024年10月27日の第50回衆議院議員総選挙で、14選を目指したが落選した。
同年12月26日、東京地検特捜部は裏金問題に絡み政治資金規正法違反の疑いで告発された衛藤を起訴猶予処分とした。

## 政策・主張

### 憲法
日本国憲法の改正、集団的自衛権の行使を禁じた内閣法制局の憲法解釈の見直しに賛成。また憲法改正が必要な一院制の導入を推進している。

### 公務員制度改革
2003年から自由民主党行政改革推進本部長を務め、麻生内閣が「職員の退職管理に関する政令」を改正し国家公務員の「ワタリ」を容認した際には「（行政改革推進本部は）認めない。政令を超えるため、『渡り』を認めない自民党による議員立法を用意する」と主張し、政府に再考を求めた。廃止や見直しを求める自民党行革本部公務員制度改革委員会と政府が対立する可能性があることについて「いいじゃないか。断固としてやる」と述べた。また、自民党を離党した渡辺喜美に対しては「渡辺さんも党の中にいればこういうこと（議員立法）ができる」と指摘した。

### 環太平洋戦略的経済連携協定（TPP）
TPP交渉参加に関する自民党の公約について、安倍晋三首相が2013年2月28日の衆議院予算委員会において、関税に関する項目以外の5項目は「正確には公約ではない。目指すべき政策」と答弁したのに対し、自由民主党幹事長の石破茂が3月12日のJA主催の集会で6項目を公約と説明し、翌13日には衛藤が本部長を務める自民党外交・経済連携本部のTPP対策委員会も決議文に六項目の約束が公約であることを明記した。衛藤は決議文について、6項目が順守されない限り「脱退」「批准しない」という趣旨であると述べている。

### 内政の諸政策
- 2030年代までに原子力発電所の稼働ゼロを目指す、民主党政権時代の政府方針に反対[10]。
- 女性宮家の創設に反対[10]。
- 選択的夫婦別姓制度導入について、2016年の西日本新聞によるアンケートで、「結婚したら全員が夫婦同姓にすべき」としている[13]。また、選択的夫婦別姓制度の導入に反対する請願も国会で提出している[14]。一方、2014年の朝日新聞によるアンケートでは、「どちらとも言えない」としている[15]。

## 人物

### 統一教会との関係
2008年3月、統一教会（現・世界平和統一家庭連合）の創始者の文鮮明が提唱した日韓トンネルを建設することを目指し、衛藤、民主党の鳩山由紀夫幹事長、公明党議員、社民党議員ら9人は「日韓海底トンネル推進議員連盟」を設立。衛藤は議連の会長を務めた。

### 台湾との関係
自民党における親台派議員の代表格であり、2011年5月5日には台湾による東日本大震災の被災者支援に感謝の意を示すため、台湾を訪問した。衆参両院の正副議長の台湾訪問は、1972年に日本が台湾との国交を断絶して以来、初めてのことである。翌2012年3月には再度台湾を訪問し、馬英九総統に面会した。

### テコンドー協会関係
2003年3月から4月まで日本テコンドー連盟会長を務めており、連盟が内紛により日本テコンドー連合、全日本テコンドー協会に分裂した後は全日本テコンドー協会会長に就任。その後、両団体は新団体を設立し、衛藤を新団体の会長に、日本テコンドー連合会長の森喬伸を理事長に起用する方針で合意したが、協会側がこの合意の無効を主張。日本オリンピック委員会（JOC）からも両団体の統一を要求されたが、全日本テコンドー協会は単独で加盟申請を行い、拒否される。その後も一本化がなされなかったため、JOCは両団体を非難し解散を勧告した。これに対し衛藤は「消滅なんてせんえつな話。なにさまだと思っているのか」と述べた。2005年に設立された社団法人全日本テコンドー協会への統合に伴い退任。

## 選挙歴
| 当落 | 選挙                     | 執行日         | 年齢 | 選挙区        | 政党               | 得票数     | 得票率 | 定数 | 得票順位 /候補者数 | 政党内比例順位 /政党当選者数 |
| ---- | ------------------------ | -------------- | ---- | ------------- | ------------------ | ---------- | ------ | ---- | ------------------ | ---------------------------- |
| 当   | 1971年玖珠町長選挙       | 1971年4月27日  | 30   | ーー          | 無所属             | ーー票     | ーー   | 1    | 1/                 | /                            |
| 当   | 1975年玖珠町長選挙       | 1975年4月22日  | 33   | ーー          | 無所属             | ーー票     | ーー   | 1    | 1/                 | /                            |
| 当   | 第11回参議院議員通常選挙 | 1977年07月10日 | 36   | 大分県選挙区  | 国政に新風を送る会 | 32万6263票 | 49.59% | 1    | 1/3                | /                            |
| 当   | 第37回衆議院議員総選挙   | 1983年12月18日 | 42   | 旧大分県第1区 | 無所属             | 8万6471票  | 18.38% | 4    | 4/6                | /                            |
| 当   | 第38回衆議院議員総選挙   | 1986年07月06日 | 45   | 旧大分県第1区 | 自由民主党         | 8万8509票  | 18.46% | 4    | 4/6                | /                            |
| 当   | 第39回衆議院議員総選挙   | 1990年02月18日 | 48   | 旧大分県第1区 | 自由民主党         | 9万4494票  | 19.38% | 4    | 3/6                | /                            |
| 当   | 第40回衆議院議員総選挙   | 1993年07月18日 | 52   | 旧大分県第1区 | 自由民主党         | 8万7294票  | 19.56% | 4    | 3/6                | /                            |
| 当   | 第41回衆議院議員総選挙   | 1996年10月20日 | 55   | 大分県第2区   | 自由民主党         | 10万809票  | 74.18% | 1    | 1/3                | /                            |
| 当   | 第42回衆議院議員総選挙   | 2000年06月25日 | 59   | 大分県第2区   | 自由民主党         | 9万2242票  | 54.64% | 1    | 1/4                | /                            |
| 当   | 第43回衆議院議員総選挙   | 2003年11月09日 | 62   | 大分県第2区   | 自由民主党         | 12万3434票 | 56.19% | 1    | 1/3                | /                            |
| 当   | 第44回衆議院議員総選挙   | 2005年09月11日 | 64   | 大分県第2区   | 自由民主党         | 11万6837票 | 51.51% | 1    | 1/3                | /                            |
| 比当 | 第45回衆議院議員総選挙   | 2009年08月30日 | 68   | 大分県第2区   | 自由民主党         | 10万7124票 | 47.87% | 1    | 2/3                | 4/7                          |
| 当   | 第46回衆議院議員総選挙   | 2012年12月16日 | 71   | 大分県第2区   | 自由民主党         | 9万4666票  | 51.38% | 1    | 1/4                | /                            |
| 当   | 第47回衆議院議員総選挙   | 2014年12月14日 | 73   | 大分県第2区   | 自由民主党         | 8万6363票  | 52.65% | 1    | 1/3                | /                            |
| 当   | 第48回衆議院議員総選挙   | 2017年10月22日 | 76   | 大分県第2区   | 自由民主党         | 8万9944票  | 53.27% | 1    | 1/3                | /                            |
| 当   | 第49回衆議院議員総選挙   | 2021年10月31日 | 80   | 大分県第2区   | 自由民主党         | 7万9433票  | 50.21% | 1    | 1/2                | /                            |
| 落   | 第50回衆議院議員総選挙   | 2024年10月27日 | 83   | 大分県第2区   | 自由民主党         | 2万7553票  | 18.68% | 1    | 3/3                | /                            |

## 栄典
- オランダ：オラニエ＝ナッサウ勲章ナイト・グランド・クロス（英語版） - （2014年）[23]
- オマーン：2等オマーン市民勲章 - （2021年）

## 不祥事

### 交通事故
- 1978年1月29日、大分県別府市内で自動車を運転中、道路を横断していた歩行者をはねて死亡させた。事故の原因は歩行者側が近くの信号のある歩道を渡らなかったこと、衛藤側が制限速度30km/hの場所で60km/hで走行していたことなど。別府警察署で取り調べを受けた後のインタビューでは被害者、遺族への謝罪とともに、今後はハンドルを握らないことを述べている。衆参両院事務局によれば、国会議員がマイカーを運転して相手方を死亡させたケースは初[24]。

### 年金未納
- 2004年6月、政治家の年金未納問題が注目された際に自ら国民年金の未納期間があることを公表し、1986年の基礎年金制度導入で国会議員も加入が義務付けられたものの、「加入の通達を把握せず、うっかりだった」と説明した[25]。

### 政治資金
- 日本共産党の機関紙『しんぶん赤旗』に、消費者金融業界の政治団体「全国貸金業政治連盟」（全政連）からパーティー券購入などにより資金提供を受けていると報じられた[26] 。
- 衛藤の公設第1秘書が私設秘書だった1996年に情報サービス会社を設立し、インターネットで集めた官公庁の資料などをコピーした情報冊子の購読料名目で2004年までの9年間に地元大分県の建設業者から1億4000万円を集め、同社役員が衛藤の政治団体に献金していたことが判明。政治資金規正法に抵触する迂回献金の疑いを指摘された[27][28]。
- 2007年8月、衛藤の政治資金管理団体と政治団体がパーティ招待状の郵送費などを政治資金収支報告書に二重計上していたことが判明し、訂正を総務省に届け出た[29]。
- 2024年8月17日、衛藤が代表を務める自由民主党大分県第2選挙区支部の2022年分の政治資金収支報告書に229万5千円の記載漏れがあり、訂正していたことが分かった。衛藤の事務所の担当者は「不慣れだった」と釈明している[30]。

### やじ問題
2016年2月29日の衆院予算委員会で、民主党の山尾志桜里の質疑に対して、ヤジを飛ばしたと指摘された。

## 所属団体・議員連盟
- 自民党たばこ議員連盟（顧問）[32][33]
- 自由民主党たばこ特別委員会（顧問）[34]
- 日本会議国会議員懇談会[35]
- 神道政治連盟国会議員懇談会[35]
- みんなで靖国神社に参拝する国会議員の会[35]
- 海事振興連盟（会長）[36]
- 高速道路建設推進議員連盟（会長）[36]
- サッカー外交推進議員連盟（会長）
- 一般社団法人全日本大学サッカー連盟（会長）[37]
- 日韓海底トンネル推進議員連盟（代表）[36]
- 日本・スイス友好議員連盟（会長）
- 日蘭友好議員連盟（会長）
- 日本カナダ友好議員連盟（会長）
- 日本パキスタン友好議員連盟（会長）
- 日本・スウェーデン友好議員連盟（会長）
- 日本パナマ友好議員連盟（会長）
- 日本ポルトガル友好議員連盟（会長）
- 日本ハンガリー友好議員連盟（会長）
- 日本オマーン友好議員連盟（顧問）
- 日本チェコ友好議員連盟（顧問）
- 日朝国交正常化推進議員連盟（会長）[38][39][40]
- 日韓議員連盟（会長代行）[36]
- 日華議員懇談会（顧問）[36]
- 一般社団法人日本台湾親善協会（会長）
- 日本を明るくする会（相談役）
- 自由民主党朝鮮半島問題小委員会（委員長）
- 音楽文化振興議員懇談会（副会長）
- 最低賃金一元化推進議員連盟（会長）[41]
- ボーイスカウト振興国会議員連盟

その他多数。

## 略歴

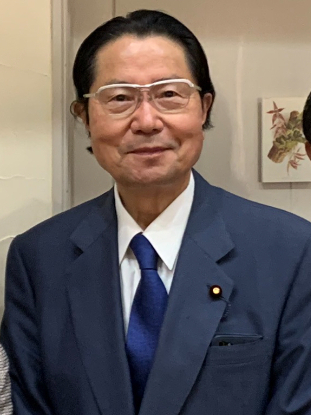
2021年11月6日、日田市にて

- 1941年4月29日 - 当時日本統治下の朝鮮半島南部全羅南道の康津にて出生
- 1945年9月 - 終戦により日本に引揚、父の故郷である大分県玖珠郡玖珠町に帰郷
- 1948年4月 - 大分県玖珠郡玖珠町立日出生小学校に入学
- 1950年4月 - 玖珠町立森小学校に転校
- 1954年4月 - 玖珠町立森中学校入学
- 1957年4月 - 大分県立森高等学校入学
- 1957年9月 - 大分県立森高等学校休学
- 1959年4月 - 大分県立森高等学校復学
- 1962年3月 - 大分県立森高等学校卒業
  - 4月 - 早稲田大学第二政治経済学部入学
- 1964年4月 - 早稲田大学第一政治経済学部に転入
- 1966年3月 - 早稲田大学第一政治経済学部卒業
  - 4月 - 早稲田大学大学院政治学研究科国際政治専修修士課程に進学
- 1970年4月 - 「衛藤征士郎政治経済研究所」設立
- 1971年4月 - 大分県玖珠郡玖珠町長に当選
- 1973年3月 - 早稲田大学大学院政治学研究科修士課程国際政治専修修了
- 1977年7月 - 第11回参議院議員通常選挙に出馬し、当選（大分地方区）
- 1983年12月 - 第37回衆議院議員総選挙に出馬し、当選（旧大分1区）
- 1986年2月 - 農林水産政務次官
- 1990年3月 - 衆議院大蔵委員長
- 1991年11月 - 自由民主党人事局長
- 1994年7月 - 自由民主党広報委員長
- 1995年8月 - 防衛庁長官（村山改造内閣）
- 2000年7月 - 衆議院決算行政監視委員長、自由民主党対外経済協力委員長
- 2000年12月 - 外務総括政務次官
- 2001年1月 - 外務副大臣就任。同年に外務省職員松尾克俊が1993年10月10日から1999年8月16日まで外務省要人外国訪問支援室長時代に行っていた汚職（外務省機密費流用事件）が同年発覚。発覚した2001年時点の政務3役（大臣・副大臣・政務官）は、厳重注意処分。
- 2002年10月 - 自由民主党総務会長代理
- 2003年9月 - 衆議院国際テロリズムの防止及び我が国の協力支援活動並びにイラク人道復興支援活動等に関する特別委員長
- 2003年11月 - 自由民主党行政改革推進本部長
- 2007年8月 - 衆議院国家基本政策委員長
- 2008年9月 - 衆議院予算委員長
- 2009年9月 - 衆議院副議長
- 2013年1月 - 自由民主党外交・経済連携本部長
- 2017年12月 - 自由民主党外交調査会長
- 2020年9月 - 自由民主党憲法改正推進本部長
- 2024年10月 - 第50回衆議院議員総選挙で落選。

## 著書
- 単著
  - 『日本の将来を見すえて』サンケイ出版、1983年3月10日。NDLJP:11927338。
  - 『21世紀・日本のビジョン』 （21世紀政治経済研究所　1997年）
  - 『今この国にある危機』 （徳間書店　2002年）
  - 『海から見る日本』（日本海事新聞社　2009年）
  - 『一院制国会が日本を再生する！』（悠雲舎　2012年）
  - 『海洋国家日本の再構築』（日本海事新聞社　2015年）
- 共著・監修
  - 衛藤征士郎・小枝義人『検証・李登輝訪日―日本外交の転換点』 （ビイング・ネット・プレス　2001年）
  - 明石散人・衛藤征士郎・福田康夫『一国は一人を以って興り、一人を以って亡ぶ』 （KKベストセラーズ　2005年）
  - 衛藤征士郎・丸川珠代・務台俊介『いま「山の日」制定』（書苑新社　2014年）